# Lorenz Sedlmayr
Lorenz Sedlmayr (* 7. April 1887 in Moorenweis; † 14. Februar 1971) war ein deutscher Politiker (DZP, später CSU). Er war von 1947 bis 1950 Staatssekretär in unterschiedlichen Staatsministerien des Freistaates Bayern.

## Leben
Lorenz Sedlmayr wurde als dritter Sohn des Schuhmachermeisters Johann Sedlmayr und seiner Ehefrau Katharina geb. Rauschmeir geboren. Er war seit 1904 als Buchbindergeselle tätig und trat im gleichen Jahr in den katholischen Gesellenverein ein. Im Jahr 1907 wurde er Mitglied der Deutschen Zentrumspartei sowie einer christlichen Gewerkschaft und machte von 1907 bis 1908 eine Weiterbildung an der Handwerker- und Kunstgewerbeschule Elberfeld.
Von 1911 bis 1919 war er als Verbandssekretär und Schriftleiter des Graphischen Zentralverbands sowie als hauptamtlicher Gewerkschaftssekretär in Köln und Münster tätig. Für die Zentrumspartei war er von 1916 bis 1919 Stadtverordneter in Köln. Im Juni 1919 zog er nach München und arbeitete dort seit 1921 als Schriftleiter der Verbandszeitung des Bayerischen Postverbandes (Post- und Telegraphenbeamter). Anschließend arbeitete er von 1927 bis 1933 als Redakteur und Schriftleiter der Verbandszeitung „Deutsche Post“. Zudem war er von 1928 bis 1933 als Vorstandsmitglied des Reichsbeamtenbeirats des Zentrums sowie als Vorsitzender einer Ortsgruppe des Zentrums tätig.
Vor 1933 war er kurzzeitig Mitglied der Bayerischen Volkspartei (BVP). 1933 wurde er entlassen, sodass er von 1934 bis 1944 einen Tabakwarenladen in München-Giesing betrieb. Bereits seit 1942 war er bei den Bayerischen Uniformwerken beschäftigt.
Seit Juli 1945 war er Mitglied des Wirtschafts- und Finanzausschusses der Münchner Gewerkschaften und seit Ende 1945 Mitglied der CSU. Im Jahr 1946 wurde er Sekretär der Gruppe Bahn-Post der Allgemeinen Freien Münchner Gewerkschaften und zudem Funktionär des Bayerischen Gewerkschaftsbundes (BGB).
Er war vom 30. Juni 1946 bis zum 26. Oktober 1946 der zweite Vizepräsident und Mitglied der Verfassunggebenden Landesversammlung für die CSU und zudem Mitglied des Verfassungsausschusses. Im Jahr 1946 wurde er dritter Vorsitzender des CSU-Bezirksverbandes München, zudem war er von 1946 bis 1950 Mitglied des geschäftsführenden Landesvorstands der CSU.
Er wurde am 10. Januar 1947 Staatssekretär im Bayerischen Staatsministerium für Wirtschaft, Planung und Wiederaufbau. Am 20. September 1947 wechselte er und war bis zum 18. Dezember 1950 als Staatssekretär im Staatsministerium für Verkehr unter Ministerpräsident Hans Ehard tätig.
Im Jahr 1948 war er Mitbegründer des Wirtschaftsbeirates der Union e. V. Zudem war er von 1948 bis 1949 Vorsitzender des Ausschusses für Post- und Fernmeldewesen des Länderrates des Vereinigten Wirtschaftsgebietes. Des Weiteren war er Mitglied der Fachgruppe Post im BGB und seit 1950 Mitherausgeber des Bayern-Kuriers. Im Jahr 1961 wurde er mit dem Bayerischen Verdienstorden ausgezeichnet.